# カイケーイー
カイケーイー（Kaikeyī, 梵: कैकेयी）は、インド神話の叙事詩『ラーマーヤナ』に登場する女性。アヨーディヤー王ダシャラタの妃で、バラタの母。カイケーイーはラーマを我が子のように愛していたが、侍女マンタラーにそそのかされてラーマを追放した。
かつてダシャラタ王はダンダカの森でインドラ神を助けてアスラ族と戦ったことがあった。このときカイケーイーはダシャラタ王にお供して戦場について行った。そして戦いで王が傷ついて倒れると、カイケーイーは王を戦場から運び出し、王の命を救った。ダシャラタ王はこれに感謝し、妃に2つの願いを叶えると約束した。しかしカイケーイーはその場で願いを言わず、またその約束もすぐ忘れてしまった。
後にラーマの即位が決まったとき、カイケーイーは素直に喜んだ。しかし侍女のマンタラーはカイケーイーにラーマに対する不信感を吹き込んだ。マンタラーはラーマが即位すれば、バラタは殺されるか追放されるとさえ言った。不安になったカイケーイーがマンタラーに相談すると、マンタラーは妃がダシャラタ王と交わした約束を思い出させ、ラーマをダンダカの森に14年間追放することと、バラタの即位を要求するよう助言した。
カイケーイーは喜んで助言に従った。ダシャラタ王はカイケーイーの要求に驚いて、激しく反対し、何とか妃を説得しようとした。しかしカイケーイーはかたくなに拒否した。疲れ果てた王がラーマを呼ぶと、カイケーイーは何も言えない王に代わってラーマに追放を命じた。ラーマは直ちにこれに従い、王宮を去った。王宮の誰もがこの出来事を嘆いた。ダシャラタ王はラーマのために軍隊や諸々の財を送ろうとしたが、王国から財が消失することを恐れたカイケーイーは反対した。しまいにダシャラタ王は心労がたたって崩御した。こうした不幸が重なって人々はみなカイケーイーをうらみ、バラタやシャトルグナさえもカイケーイーを非難したとされる。